# Heterochromidinae
Heterochromidinae es una subfamilia de peces de la familia Cichlidae con la única especie Heterochromis multidens

## Géneros
- Heterochromis

- Datos: Q3134790
- Multimedia: Heterochromidinae / Q3134790